# Alchemilla viridifolia
Alchemilla viridifolia é uma espécie de rosácea do gênero Alchemilla, pertencente à família Rosaceae.